# 紀元前107年
紀元前107年（きげんぜん107ねん）は、ローマ暦の年である。

## 他の紀年法
- 干支 : 甲戌
- 日本
  - 開化天皇51年
  - 皇紀554年
- 中国
  - 前漢 : 元封4年
- 朝鮮
  - 檀紀2227年
- 仏滅紀元 : 438年
- ユダヤ暦 : 3654年 - 3655年

## できごと

### クリミア
- ボスポロス王国でSaumachusがミトリダテス6世に対して反乱を起こした。

### ローマ
- マリウスの軍制改革に取り組んでいたガイウス・マリウスは、若い部下でクァエストルのルキウス・コルネリウス・スッラを引き連れてアフリカ北部でユグルタに対して戦争を起こした。

### 中国
- 衛氏朝鮮を滅ぼした前漢の武帝が朝鮮半島北部に玄菟郡を設置した。

## 誕生
- セルウィリア・カエピオニス：ガイウス・ユリウス・カエサルの愛人